# مروزه (شهرستان مینسک)
مروزه (به لاتین: Mrozy) یک روستا در لهستان است که در گمینا مروزه واقع شده‌است.
 مروزه  ۳٬۴۴۰ نفر جمعیت دارد.